# بانتلن
بانتلن (به آلمانی: Banteln) یک منطقهٔ مسکونی در آلمان است که در Gronau واقع شده‌است. بانتلن ۱٬۵۰۷ نفر جمعیت دارد.